# Tractat del Pouet
El Pacte del Pouet fou signat, l'any 1244 ó 1245 a extramurs del castell d'Alcalà, entre al-Azraq i l'infant Alfons d'Aragó.
El pacte, que tracta del lliurament a Jaume el Conqueridor dels castells de Pop i Tàrbena, el manteniment per al-Azraq dels castells d'Alcalà i Perpuxent, i el compromís de cessió en tres anys dels castells de Gallinera, Margarida, Xeroles i Castells que posseïa al-Azraq. El pacte pren el nom del lloc on es va signar, la font que està en les proximitats o en la partida del pouet que es troba entre la Foradà i la Penya Alta.
Davant el maltractament als sarraïns i l'incompliment dels acords dels monarques, els mudèjars es revoltaren l'any 1247 sota el comandament d'Al-Àzraq, que, en aquest any, ja controlava els castells d'Ambra (vall de Pego), i d'Alcalà, amb nombrosos castells menors. A continuació va anar prenent els castells de Xàtiva, Dénia, i Alacant i, amb l'ajuda del soldanat de Granada i del suport interessat del rei Alfons X de Castella, s'independitzà la regió de la riba sud del Xúquer del Regne de València.